# Sällskapet Gamla Djurgårdare
Sällskapet Gamla Djurgårdare bildades 12 mars 1920 på restaurang Gillet, det vill säga exakt 29 år efter Djurgårdens IF:s grundande. På mötet närvarade 27 personer. Huvudföreningens första ordförande, John G. Jansson, blev även sällskapets första ordförande. Idén att sammanföra äldre medlemmar i Djurgårdens Idrottsförening hade diskuterats under en tid i de äldre leden. Intresset fanns både bland gamla styrelsepampar och före detta aktiva idrottare. Det fanns en vilja och önskan att engagera sig mer i Djurgårdens IF. Antalet medlemmar det första året var cirka 75.

## Ändamål
"Sällskapets ändamål skall vara ideelt och ekonomiskt stödja D.I.F. och dess medlemmar samt inbördes verka för ett gott kamratskap."

## Medlemskrav
- Att ha fyllt 35 år
- Medlem i DIF sedan minst 10 år
- Ha verkat som spelare eller ledare i föreningen i minst 10 år.
- Dessutom kan kvalificerat folk, som tjänat föreningens syften, på styrelsens förslag inväljas i Sällskapet. Inval sker endast en gång årligen, på Sällskapets årsmöte.[1]

## Sällskapets guldplakett
Sällskapets förnämsta utmärkelse, guldplaketten, instiftades 1936. Plaketten utdelas varje år vid Djurgårdens årsmöte, till "den av föreningens idrottsmän, som under närmast förflutna verksamhetsår åstadkommit den främsta idrottsprestationen (idrottsbradgen) inom föreningen".
Några som har fått utmärkelsen är Lasse Björn, Gösta Sandberg och Stefan Rehn.

## Ordföranden i Sällskapet
- John G. Jansson 1920-1928
- Ehrnfrid Frostell 1928-1929
- N. A. Hedjerson 1929-1932
- Axel Schörling 1932-1944
- Bertil Nordenskjöld 1944-1964
- Hans Garpe 1964-1971
- Åke Löwgren 1971-1974
- Ingvar Norén 1974-1976
- Karl Liliequist 1976-1982
- Gunnar Lunqvist 1982-2010
- Berndt Banfors 2010-2019
- Lars Erbom 2019-